# Clemens Wenceslaus van Saksen
Clemens Wenceslaus August Hubertus Frans Xavier van Saksen (Wermsdorf, 28 september 1739 - Marktoberdorf, 27 juli 1812), was de jongste zoon van Frederik August II, keurvorst van Saksen en koning van Polen, en Maria Josepha van Oostenrijk. Clemens was de laatste keurvorst van Trier. Zijn katholieke vader had voor drie van zijn kinderen een kerkelijke loopbaan uitgestippeld die hen aan de regering van drie vorstendommen in het Heilige Roomse Rijk bracht. Clemens verloor zijn regeringsmacht over zijn keurvorstendom en de 280.000 inwoners in twee fasen. Tussen 1794 en 1801 gingen de bezittingen op de linker Rijnoever verloren aan Frankrijk. In 1803 werden de overgebleven gebieden geseculariseerd en aan Nassau-Weilburg gegeven. Ook zijn aartsbisdom werd opgeheven.
Ook zijn zuster, Maria Cunigunde van Saksen die de meeste tijd niet doorbracht in haar vorstendommen, de abdijen Thorn en Essen waarvan zij de prinses-abdis was, maar bij haar broer in Trier verbleef, verloor haar bezittingen. Zij trokken zich terug aan de hoven van hun familieleden in Dresden.
De Beierse keurvorst, later koning Maximiliaan I Jozef van Beieren was een trouw bondgenoot van de Fransen en het was Napoleon die van Beieren, en ook Saksen, een koninkrijk maakte. De Beierse neef ontving zijn afgezette oom met open armen en gaf hem een pensioen. Clemens kreeg zelfs een lijfwacht. Clemens August wordt beschreven als een groot bewonderaar van Napoleon I.
Clemens August was een mecenas die kunstenaars aan zijn hof verbond. Hij benoemde Franz Joseph Noortwyck tot zijn hofminiaturist.
Ook een derde zuster, Maria Christina van Saksen, was een vorstin. Zij was de prinses-abdis van Remiremont.
Aan Clemens Wenceslaus van Saksen zou de vinding van het “Kalte Ende” - het latere “Cold Duck” - toegedicht worden.
- Bibliothèque nationale de France: cb12111802z (data)
- CiNii: DA1624430X
- Gemeinsame Normdatei: 118640208
- International Standard Name Identifier: 0000 0001 0800 5621
- Library of Congress Control Number: n79110836
- Nationale Bibliotheek van Tsjechië: ntk20201082733
- Nederlandse Thesaurus van Auteursnamen: 069827117
- Réseau des bibliothèques de Suisse occidentale: 02-A016827198
- Istituto Centrale per il Catalogo Unico: RAVV375635
- Système universitaire de documentation: 137521847
- Virtual International Authority File: 57408080
- WorldCat: E39PBJkCYKwjXvJFBbw4Ww97HC